# Plymouth (Nueva York)
Plymouth es un pueblo ubicado en el condado de Chenango en el estado estadounidense de Nueva York. En el año 2000 tenía una población de 2.049 habitantes y una densidad poblacional de 18.8 personas por km².

## Geografía
Plymouth se encuentra ubicado en las coordenadas 42°36′12″N 75°36′26″O / 42.60333, -75.60722.

## Demografía
Según la Oficina del Censo en 2000 los ingresos medios por hogar en la localidad eran de $53,611, y los ingresos medios por familia eran $35,602. Los hombres tenían unos ingresos medios de $19,921 frente a los $20,000 para las mujeres. La renta per cápita para la localidad era de $18,100. Alrededor del 14.3% de la población estaban por debajo del umbral de pobreza.